# Vincenzo Natali
Vincenzo Natali (Detroit, Michigan, Estats Units, 6 de gener de 1969) és un director, guionista i productor canadenc.
És conegut per haver realitzat diversos films de ciència-ficció: Cube (1997), Cypher (2002), Nothing (2003), Splice (2009) i Haunter (2013).

## Biografia

### Començament al cinema
Apassionat dels dibuixos animats, realitza amb onze anys l'any 1980 amb el seu amic d'infantesa Andre Bilejic el seu primer curtmetratge Dark Empire, rodat en Súper 8. Tres anys més tard, realitza un segon curtmetratge: Nuclear Memories. Aquests començaments són ja marcats per la urpa del futur realitzador: alguns guions de ciència-ficció innovadors i de sorprenents unhappy end (final no feliç en una pel·lícula, característic de certes pel·lícules de sèrie Z fantàstiques).

### Progressió com a guionista il·lustrat (storyboarder, anys 1990)
Entra a l'escola de cinema Ryerson Polytechnic Institute al Canadà, que abandona un any i mig més tard. Després és contractat com a tècnic de producció, a continuació esdevé guionista il·lustrat als Nelvana Animation Studios, treballant sobre les sèries animades Babar, Tintín, Beetlejuice i Dog City. Durant aquest període, realitza uns altres dos curts (Mouth & Playground), tots dos difosos a diversos festivals internacionals. Continua el seu treball de storyboarder des d'aleshores per al cinema (Boulevard l'any 1994, Blood & Donuts, Johnny Mnemonic l'any 1995, The Boys Club l'any 1997, Ginger Snaps l'any 2000).

### Revelació com a director (anys 2000)
L'any 1996, Vincenzo Natali és admès al Canadian Film Center's Resident Program. És a aquest element que realitza el seu curtmetratge Elevated. Proposa amb el seu amic Andre Bijelic el guió de Cube al nou departament del Film Center, el Feature Film Project. El seu projecte, a la vegada original i econòmic, és destacat pel jurat que li permet emprendre la seva producció. El film aconsegueix un franc èxit i és recompensat en diversos festivals: Genie Awards l'any 1997 (cinc nominacions), Festival de Cinema de Sundance l'any 1997, Festival Internacional de Cinema de Toronto l'any 1997 (millor primer film canadenc), festival de Gérardmer l'any 1999 (gran premi, premi del públic, premi de la crítica).
Alguns anys i proposicions més tard, accepta dirigir el seu segon film, basat en un guió de Brian King, Cypher. L'originalitat del projecte fa que el finançament sigui difícil, però l'aposta és entomada per la societat de producció Pandora Film especialitzada en Cinema independent. Com per al seu film precedent, Vincenzo Natali ha de compondre-se-les amb un petit pressupost (deu milions de dòlars) i un període de rodatge curt (trenta-cinc dies). Retroba en aquest film el seu actor i amic d'infantesa David Hewlett, que havia conegut a la St. George's College Caure School de Toronto.
Marcat per ser un realitzador de films massa « intel·lectuals », realitza l'any 2003 el sorprenent film Nothing. Entre comèdia i fantàstica, aquest tercer llargmetratge demostra novament la independència del realitzador-guionista. A l'espera d'un quart film, fa el paper de Marcus Fiehls al film de terror Rip Gàbia i realitza un documental sobre el treball del realitzador Terry Gilliam (Getting Gilliam). Participa l'any següent en el film col·lectiu Paris, je t'aime.
L'any 2009, torna tanmateix a la ciència-ficció per al seu quart llargmetratge: la coproducció franco-canadenca, Splice, amb un càsting internacional - Adrien Brody, Sarah Polley i la desconeguda Delphine Chanéac - i les presències de Guillermo del Toro, Joel Silver, i Don Murphy a la producció. El film rep molt bones crítiques, però costa recuperar el seu pressupost de 30 milions de dòlars.
Després de la no concreció de diversos projectes, tomba cap a la televisió.

### Pas a les sèries de televisió (anys 2010)
Ell, que ha debutat com storyboarder en sèries d'animació al començament dels anys 1990 i ha realitzat alguns episodis de sèries de televisió entre Cube i Cypher - a la primera temporada de la sèrie fantàstica Psi Factor l'any 1996, així com tres episodis de la segona temporada de la sèrie de ciència-ficció Earth: Final Conflict (Payback, Friendly Fire, Isabel) l'any 1998 - participa en sèries principals de la primera meitat dels anys 2010.
En efecte, després haver escrit i realitzat el primer episodi d'una efímera sèrie de ciència-ficció l'any 2013 - Darknet -, i lliurar un cinquè film de gènere que passa desapercebut, el terrorífic Haunter, amb la jove Abigail Breslin en el paper principal, la seva carrera pren un nou tomb: destaca signant dos episodis de la primera temporada de la sèrie thriller Hannibal, difosa l'any 2014. El mateix any, surt als crèdits de la realització d'episodis de la sèrie de terror Hemlock Grove, de la mini-sèrie de terror ABC's of Death 2 i de la mini-sèrie de ciència-ficció Ascension.
L'any 2015 posa en escena un terç dels episodis de la temporada 2 de Hannibal, a continuació realitzant un episodi de la temporada 3 de la sèrie de ciència-ficció de culte Orphan Black i el segon episodi de l'adaptació The Returned. Finalment, retroba Guillermo del Toro com a productor de la sèrie fantàstica The Strain: Natali realitza els dos últims episodis de la segona temporada.
Esdevingut un realitzador de televisió de gènere desitjat, dirigeix l'any 2016 el segon episodi de la sèrie fantàstica desenvolupada per M. Night Shyamalan, Wayward Pines, a continuació un episodi de l'esperada epopeia de ciència-ficció desenvolupada per Jonathan Nolan i J.J. Abrams, per a la cadena HBO, Westworld. Retroba també Bryan Fuller, el desenvolupador de Hannibal per als seus dos nous projectes: la sèrie fantàstica American Gods i el retorn de la saga Star Trek a la televisió, Star Trek: Discovery.
Dirigeix igualment Tremors, pilot d'una sèrie amb Kevin Bacon que finalment no té desenvolupament.

## Filmografia

### Curts i migmetratges
| any  | títol                                    | guió                            | notes                                                         |
| ---- | ---------------------------------------- | ------------------------------- | ------------------------------------------------------------- |
| 1980 | Dark Empire                              | Vincenzo Natali i Andre Bijelic |                                                               |
| 1983 | Nuclear Memories                         | Vincenzo Natali                 |                                                               |
| 1992 | Mouth                                    | Vincenzo Natali                 |                                                               |
| 1993 | Playground                               | Vincenzo Natali                 |                                                               |
| 1996 | Elevated                                 | Vincenzo Natali i Andre Bijelic | curt guardonat amb el Premi Génie                             |
| 2005 | Getting Gilliam                          | Vincenzo Natali                 | film documental sobre el rodatge de Tideland de Terry Gilliam |
| 2006 | Paris, je t'aime (Barri de la Madeleine) | Vincenzo Natali                 | segment 8è districte del film col·lectiu Paris, je t'aime.    |

### Llargmetratges
| any  | títol   | guió                                                          | notes                                                       |
| ---- | ------- | ------------------------------------------------------------- | ----------------------------------------------------------- |
| 1997 | Cube    | Vincenzo Natali & Andre Bijelic                               | film premiat a Brussel·les, al Fantasporto i a Gérardmer... |
| 2002 | Cypher  | Brian King                                                    | film premiat a Brussel·les i al Fantasporto                 |
| 2003 | Nothing | Vincenzo Natali, David Hewlett, Andrew Lowery i Andrew Miller | film premiat al Fantasporto                                 |
| 2009 | Splice  | Vincenzo Natali, A.T. Bryant i Doug Taylor                    |                                                             |
| 2013 | Haunter |                                                               |                                                             |